# 1,3,5-Triazine
La 1,3,5-triazine est un composé chimique organique aromatique, constitué d'un hétérocycle à six atomes alternant trois atomes de carbone et trois d'azote. C'est l'un des trois isomères de la triazine. C'est un réactif en chimie organique, et possède de nombreux dérivés utilisés en pharmacie ou comme herbicides.

## Dérivés
Le dérivé le plus commun de la 1,3,5-triazine est la 2,4,6-triamino-1,3,5-triazine, plus connue sous le nom de mélamine (ou cyanuramide). La 2,4,6-trichloro-1,3,5-triazine ou chlorure cyanurique est utilisée dans la fabrication de nombreux herbicides, telle la simazine. Un autre dérivé est la 2,4,6-trihydroxy-1,3,5-triazine plus connu sous le nom d'acide cyanurique.

## Isomères
La 1,3,5-triazine possède deux isomères de position, la 1,2,3-triazine et la 1,2,4-triazine.

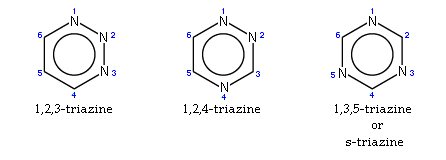
les trois isomère de la triazine